# Revista electrónica
Una revista electrónica  es una publicación que tiene las características de una revista, pero en lugar de emplear el formato tradicional de papel emplea como medio de difusión un formato electrónico, ya sea como documento, que puede abrirse en una aplicación a tal efecto (por ejemplo un archivo TXT, PDF o HTML, por lo general con enlaces para recorrerlo a modo de hipertexto) o también como un programa ejecutable para una plataforma específica.
Las revistas electrónicas se han difundido de varias formas a lo largo del tiempo. Históricamente, era común que se vendieran en quioscos y librerías bajo la forma de memorias USB, CD-ROM o DVD. En la actualidad, sin embargo, estos formatos transportables son la excepción y es el formato de revista en línea (Internet) el que se ha impuesto por su mayor capacidad de propagación. Hoy en día, numerosas publicaciones en Internet tienen su blog o sistema de gestión de contenidos para el manejo de su información y la reproducción de su revista impresa en formato digital.